# Polder

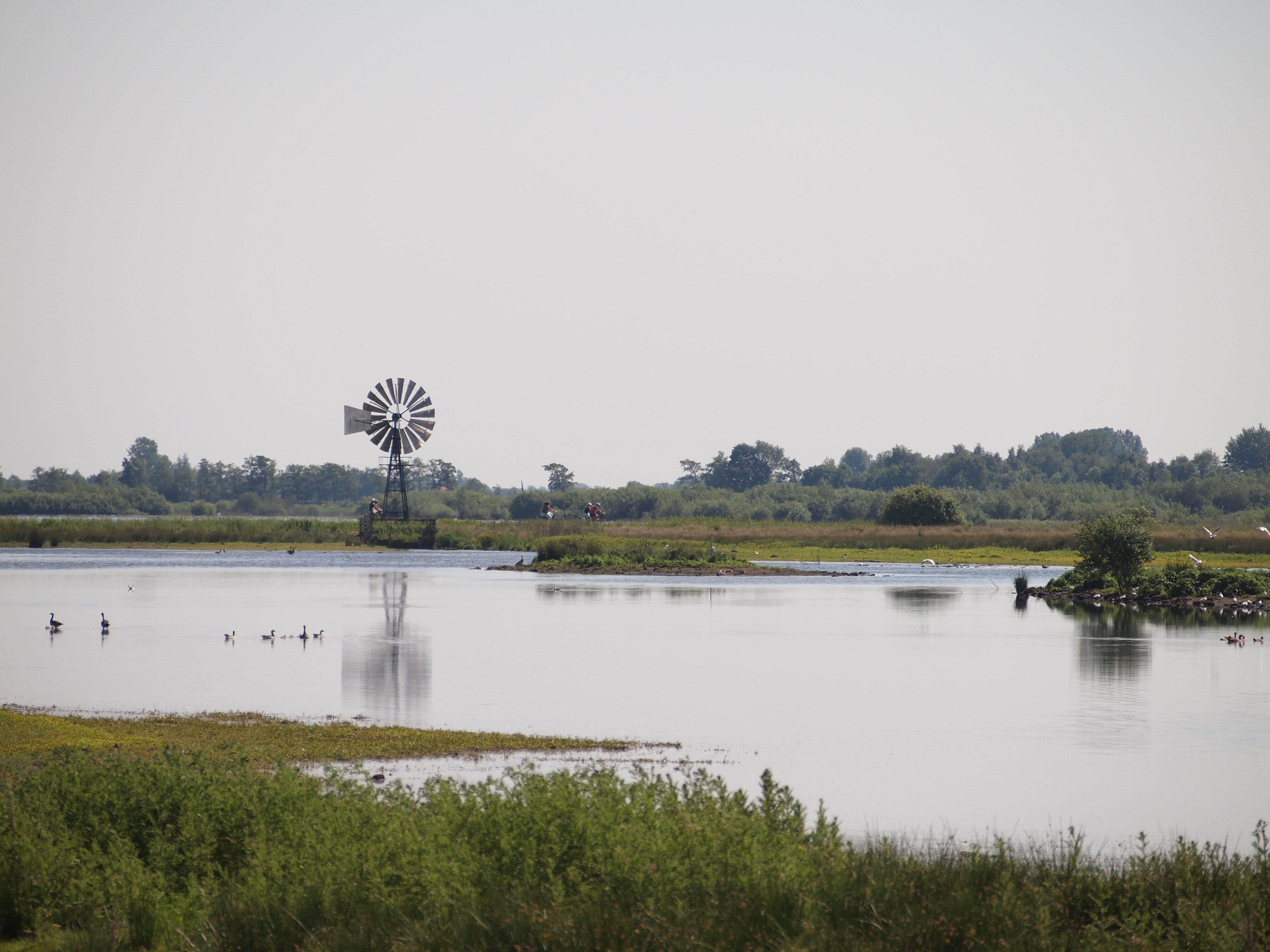
Polderul „Jan Durks” din Olanda

Polderul reprezintă un teren inundabil în regim natural, recuperat prin lucrări de îndiguire și desecare. Polderul definește și acumulările nepermanente în albia majoră a unui curs de apă, cu scopul reducerii vârfului viiturii. Sunt renumite polderele din Olanda, țară care începând din 1919 aplică un program complex de creștere a suprafeței pe această cale.

## Etimologie
Cuvântul neerlandez polder provine, prin neerlandeza medie (polre), din neerlandeza veche (polra), unde s-a format din termenul pol-, un teren situat deasupra acelora din jur, cu sufixul augmentativ -er și  epenteticul -d-. Cuvântul polder a fost adoptat în 36 de limbi.

## Legături externe
- „polder” la DEX online